# Veljko Malbašić
Veljko Malbašić (* 3. Dezember 1961) ist ein ehemaliger jugoslawischer Fußballspieler. 

## Karriere
Veljko Malbašićspielte von 1980 bis 1983 beim jugoslawischen Club FK Borac Banja Luka und 1983 für den FK Kozara Gradiška. 1984 wechselte er zu den Stuttgarter Kickers und kam in der 2. Bundesliga zu einem Einsatz im Heimspiel gegen Rot-Weiß Oberhausen.